# Río Pimiento
Der Río Pimiento (auch: Río El Pimiento) ist ein kurzer Fluss im Tiefland des südamerikanischen Binnenstaates Bolivien.
Der Río Pimiento liegt im bolivianischen Teil des Pantanal, einem der größten Binnenland-Feuchtgebiete der Erde. Der Fluss hat seinen Ursprung in den Flussniederungen des Río Paraguay, die sich nördlich der Stadt Puerto Suárez bis auf bolivianisches Territorium erstrecken.
Der Fluss hat nur eine Gesamtlänge von 25 bis 30 Kilometer, wobei Quellregion, Flussverlauf und Mündungsgebiet je nach Jahreszeit und Niederschlagsstärke deutlich variieren. Der Río Pimiento ist wichtigster Zufluss der Laguna Cáceres, der zusätzlich noch über  den Tutuyú-Kanal und Sicurí-Kanal gespeist wird, die beide direkt mit dem Río Paraguay verbunden sind.